# Festuca boyacensis
Festuca boyacensis är en gräsart som beskrevs av Stancík. Festuca boyacensis ingår i släktet svinglar, och familjen gräs. Inga underarter finns listade i Catalogue of Life.